# Talbach (Stunzach)
Der Talbach oder Hauser Talbach ist ein etwa 6 km langer, südlicher und rechter Zufluss der Stunzach im Gebiet der Städte Geislingen und Haigerloch im baden-württembergischen Zollernalbkreis.

## Geographie

### Verlauf
Der Ursprung des Talbachs befindet sich nahe der Binsdorfer Mehrzweckhalle im Gewann Teich auf einer Höhe von ca. 593 m ü. NHN, von wo er zunächst als begradigte, wegbegleitender Graben in westnordwestliche Richtung nach Erlaheim verläuft. In Erlaheim ist der Talbach verdolt und verläuft unter der Straße Sailegärten und unter der Bolstraße. Dort schwenkt der Verlauf in nördliche Richtung und fließt parallel zur Kreisstraße 7121 durch das Hauser Tal nach Gruol, wo er auf einer Höhe von ca. 455 m ü. NHN von rechts und Süden in die Stunzach mündet.
Der 6,1 km lange Lauf des Talbachs endet 138 Höhenmeter unterhalb seiner Quelle, er hat somit ein mittleres Sohlgefälle von etwa 23 ‰.

### Einzugsgebiet
Das ca. 12,5 km² große Einzugsgebiet liegt naturräumlich gesehen an der Grenze von Oberen Gäuen und Südwestlichem Albvorland. Sein höchster Punkt liegt im Südosten auf dem Erlaheimer Eichberg auf knapp 626 m ü. NHN. Das östlich angrenzenden Einzugsgebiete von Mittelsbach  und Rötenbach entwässern  direkt zur Eyach, die übrigen angrenzenden Einzugsgebiete gehören zum Vorgebiet der Stunzach, die bei Haigerloch-Stetten ebenfalls in die Eyach mündet.

### Zuflüsse
Hierarchische Liste, jeweils von der Quelle zur Mündung.
- (Bach aus den Sammetswiesen), von rechts und Nordosten
- Keinbach, von links und Südwesten
- Laugrabenbach, von rechts und Ostsüdosten
- Kaltentalbach, von links und Südwesten
  - Engelhartbach, von links und Westsüdwesten
- Lehengraben, von links und Westsüdwesten

### LUBW
Amtliche Online-Gewässerkarte mit passendem Ausschnitt und den hier benutzten Layern: Lauf und Einzugsgebiet des Talbachs

Allgemeiner Einstieg ohne Voreinstellungen und Layer: Daten- und Kartendienst der Landesanstalt für Umwelt Baden-Württemberg (LUBW) (Hinweise)
1. 1 2 3  Höhe ermittelt über WPS-Prozess (Geländehöhe).
2. ↑  Länge nach dem Layer Gewässernetz (AWGN).
3. ↑  Einzugsgebiet nach dem Layer Basiseinzugsgebiet (AWGN).

### Andere Belege
1. ↑  Friedrich Huttenlocher: Geographische Landesaufnahme: Die naturräumlichen Einheiten auf Blatt 178 Sigmaringen. Bundesanstalt für Landeskunde, Bad Godesberg 1959. → Online-Karte (PDF; 4,3 MB)